# Ужас Амитивилля (фильм, 1979)
«Ужас Амитивилля» (англ. The Amityville Horror) — американский сверхъестественный фильм ужасов 1979 года, снятый Стюартом Розенбергом, с Джеймсом Бролином и Марго Киддер в главных ролях в роли молодой пары, которая покупает дом, населенный воинственными сверхъестественными силами. Фильм основан на одноименной книге Джея Энсона 1977 года. История основана на предполагаемом опыте семьи Лутц, которая купила новый дом в Амитивилле, штат Нью-Йорк, где годом ранее было совершено массовое убийство. Это первый фильм, основанный на хорроре Амитивилля.

## Сюжет
Ночью 13 ноября 1974 года в Амитивилле, в доме на Олшен-Авеню 112 Рональд Дефео расстреливает свою семью. После задержания, он признается полиции, что намеренно убил родителей, четырёх родных братьев и сестер, повинуясь приказу «голосов» дома.
Год спустя Джордж и Кэти Лутц с детьми переезжают в злополучный дом в Амитивилле. В день переезда, в дом приходит святой отец Дэлани, чтобы его освятить, однако он начинает чувствовать себя плохо, в комнате появляются десятки мух, внезапно дверь открывается и доносится демоническим голосом «Убирайся». Святой отец покидает дом, дальнейшие его попытки провести изгнание демона из дома становятся тщетными, так как ему никто не верит, даже церковь.
Уже в первые дни жизни в новом доме с Джорджем происходят странности: он начинает слышать голоса, становится раздражительным, но семья считает, что это просто признаки простуды. Но странные вещи происходят и с остальными. У Эми появляется воображаемый друг — Джоди. Сын Грэг ранит руку об упавшую оконную раму, однако все кости остаются целыми. Кэти начинают мучить ночные кошмары: ей снится, что Джордж убивает её. Также дом может дурно влиять на любого церковного служителя: святой отец Дэлани решает вернуться в проклятый дом, однако тёмные силы берут управление машины на себя, и святой отец чуть не попадает в аварию, а попытки молиться за семью Лутцев в церкви проваливаются, так как священника начинают мучить ужасные видения, после чего он теряет зрение.
Джордж вскоре узнает у знакомых об истории дома. Здание было построено Джоном Кэтчэмом — колдуном, который проводил жертвоприношения. А также Джордж находит в подвале проход в таинственную и жуткую «Красную комнату».
Последний день в доме. Кэти обеспокоена поведением мужа, который с каждым днем становится всё злее и безумнее. Кэти пытается позвонить святому отцу, но телефон резко перестает работать. После Кэти приезжает в библиотеку и находит статьи про убийства в доме и обнаруживает, что Рональд Дефео очень похож на Джорджа. На протяжении всего дня Джордж точит топор и ночью решает убить всю семью. Однако дети прячутся в ванной, и когда Джордж пытается прорубить дверь, на него нападает вернувшаяся Кэти, Джордж приходит в себя. Но внезапно дом оживает: из стен и по лестнице начинает течь кровь. Семье Лутц удается сбежать из дома. Произошедшие события стали потом известными как «Ужас Амитивилля».

## В ролях
- Джеймс Бролин — Джордж Лутц
- Марго Киддер — Кэти Лутц
- Род Стайгер — Отец Дэлани
- Дон Строуд — Отец Болен
- Мюррэй Гамильтон — Отец Райан
- Джон Ларч — Отец Нанчио
- Наташа Райан — Эми
- Кей Си Мартель — Грег
- Мино Пелуче — Мэтт
- Майкл Сакс — Джефф
- Хелен Шейвер — Кэролайн
- Эми Райт — Джеки
- Вэл Авери — Сержант Гионфриддо
- Ирен Дэйли — Тётя Хелена
- Марк Ваганян — Джимми

## Восприятие
После выхода на экраны летом 1979 года «Ужас Амитивилля» имел большой коммерческий успех для American International Pictures, собрав более 80 миллионов долларов в США и став одним из самых кассовых независимых фильмов всех времён. Он получил в основном негативные и смешанные отзывы критиков, хотя некоторые киноведы считают его классикой жанра ужасов, также он попал в топ 500 лучших фильмов ужасов по мнению пользователей сайта IMDb.
Фильм был номинирован на премию «Оскар» за лучший оригинальный саундтрек композитора Лало Шифрина, а Киддер также была номинирована на премию «Сатурн» за лучшую женскую роль. Положил начало целой франшизе, а в 2005 году вышел ремейк.